# Lienzer Dolomiten
Lienzer Dolomiten är en bergskedja i Österrike.   Den ligger i förbundslandet Kärnten, i den centrala delen av landet, 300 km sydväst om huvudstaden Wien.
Lienzer Dolomiten sträcker sig 14,5 km i öst-västlig riktning. Den högsta toppen är Große Sandspitze, 2 770 meter över havet.
Topografiskt ingår följande toppar i Lienzer Dolomiten:
- Große Gamswiesenspitze
- Große Sandspitze
- Hochstadel
- Kreuzkofel
- Kuhleitentörl
- Laserzkopf
- Laserzwand
- Lumkofel
- Riebenkofel
- Spitzkofel
- Weittalspitze
- Wildsender

Trakten runt Lienzer Dolomiten består i huvudsak av gräsmarker. Runt Lienzer Dolomiten är det ganska glesbefolkat, med 25 invånare per kvadratkilometer.